# Klajda Gjosha
Klajda Gjosha, née le 28 juillet 1983 à Tirana, est une femme politique albanaise membre du Mouvement socialiste pour l'intégration (LSI). De 2013 à 2017, elle est ministre de l'Intégration européenne.

## Biographie

### Jeunesse et formation
Après avoir obtenu un baccalauréat universitaire en sciences politiques en 2005 à l'université de Reading, elle passe auprès du même établissement une maîtrise d'études européennes en 2006. Elle travaille ensuite à la direction de l'Emploi de la préfecture de Tirana, à la mairie de Tirana ou encore à l'Agence nationale du tourisme.

### Débuts et ascension en politique
En 2012, elle est nommée vice-ministre du Travail et des Affaires sociales, vice-présidente du LSI et présidente du Forum des femmes du LSI.

### Ministre de l'Intégration européenne
À la suite des élections législatives du 23 juin 2013, remportées par le centre-gauche, elle est nommée le 15 septembre suivant ministre de l'Intégration européenne dans le gouvernement du Premier ministre socialiste Edi Rama.